# Циркуляція атмосфери

Добова зміна вітру в прибережній зоні

Слово циркуляція (від лат. cirkulatio) означає круговий рух, кругообертання, круговорот. Тобто, замкнута система, в якій деяка субстанція здійснює колообіг і переносить з одних районів до інших певні фізичні властивості. Повітря, що оточує земну кулю, безперервно рухається, при цьому малі та великі об'єми його рухаються по найрізноманітніших траєкторіях, утворюючи систему повітряних течій. Усі види повітряних течій, що спостерігаються в атмосфері, в сукупності складають циркуляцію атмосфери.
Циркуля́ція атмосфе́ри — система замкнутих течій, що проявляються в масштабах значних частин атмосфери Землі. Подібні течії призводять до перенесення повітряних мас і енергії як у широтному, так і в меридіональному напрямках, через що є найважливішим процесом кліматотворення, впливаючи на погоду в будь-якому місці планети.
Однак у загальній циркуляції атмосфери, при всій різноманітності її безперервних змін, можна помітити й деякі стійкі особливості, які повторюються з року в рік. Такі особливості найкраще виявляються з допомогою статистичного осереднення, за якого щоденні збурення більш-менш згладжуються. Тому, коли мова йде про найзагальніші властивості загальної циркуляції атмосфери, то здебільшого спираються на багаторічні середні карти. Крім того, на основі баричного закону вітру, додаткову, а іноді й основну інформацію про повітряні течії великого масштабу отримують також з карт багаторічного середнього розподілу тиску.

## Загальна циркуляція
Систему крупномасштабних повітряних течій над Земною кулею називають загальною циркуляцією атмосфери. Ця система доступна вивченню з допомогою щоденних синоптичних карт, а також знаходить відображення на середніх, в тому числі багаторічних, картах і розрізах полів тиску та вітру. Перегляд щоденних синоптичних карт дозволяє побачити, що кожний даний момент розподіл течій загальної циркуляції атмосфери над великими площами землі, та й взагалі над усією Земною кулею поступово змінюється. Це відбувається тому, що на фоні великомасштабних циркуляційних систем простежуються циркуляційні системи меншого як часового, так і просторового масштабів. Їх називають збуреннями основної течії чи просто збуреннями. Циркуляції повітря у збуреннях та основний потік, накладаючись один на одного, утворюють загальну течію атмосфери.
Основна причина циркуляції атмосфери — нерівномірність розподілу сонячної енергії на поверхні планети, внаслідок чого різні ділянки ґрунту і повітря мають різну температуру і, відповідно, різний атмосферний тиск, що приводить до утворення баричного градієнта. Крім сонячного світла, на рух повітря впливає обертання Землі навколо своєї осі та неоднорідність її поверхні, що викликає тертя повітря об поверхню та відхилення повітряних течій.
Повітряні течії за своїми масштабами змінюються від десятків і сотень метрів (такі рухи створюють місцеві вітри) до сотень і тисяч кілометрів, приводячи до формування глобальних вітрів, саме глобальні течії роблять головний внесок до циркуляції земної атмосфери. За часом течії можуть тривати від хвилин або годин (місцеві вітри), до тижнів і місяців, або тривати постійно. У тропосфері відбуваються переважно велокомасштабні перенесення повітря. Глобальними елементами атмосферної циркуляції є циркуляційні комірки.